# Antikleia

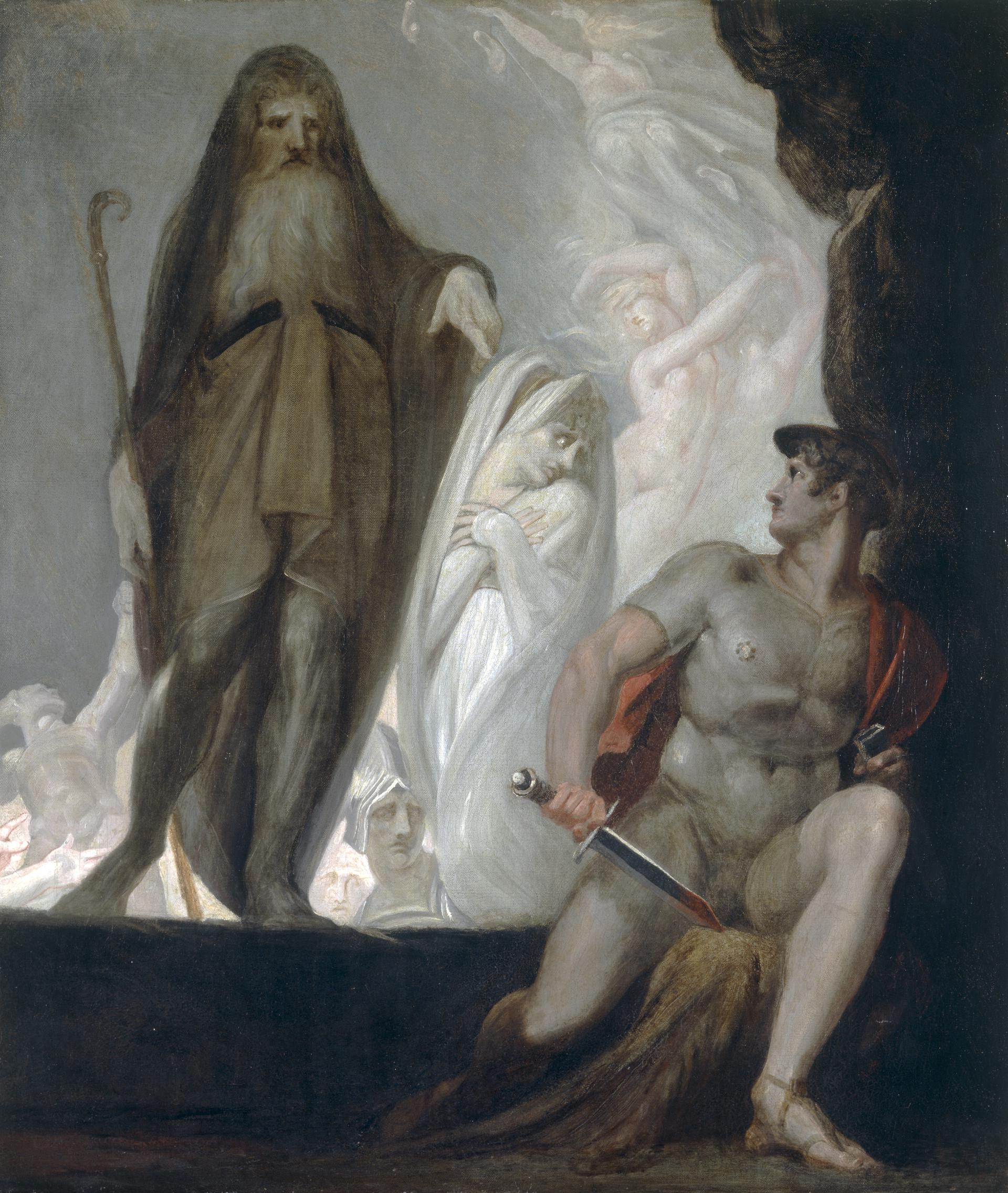
Antikleia v podsvětí (Teiresias předpovídá budoucnost Odysseovi. Henry Fuseli, asi 1800)

Antikleia (Ἀντίκλεια) je v řecké mytologii matka Odyssea, kterého porodila ithackému králi Láertovi (ačkoliv někteří hovoří o Sisyfovi). Byla dcera Autolyka, syna boha Herma, a nemejské princezny Amfitheie.

## Antikleia v Odysseii
V 12. knize eposu Odysseia jde Odysseus do podsvětí, aby požádal o věštbu mrtvého proroka Theresiase. V podsvětí se setká s mnoha zemřelými, včetně své matky Antikleii. Zpočátku ji odmítá mít ve své blízkosti, jelikož čeká na Theresiase. Po rozhovoru s ním však začne se svou matkou hovořit. Antikleia se Odyseea ptá, proč je v podsvětí, když je živý. On jí vypráví o své dlouhé cestě domů a o různých strastech na ní. Pak se jí Odysseus ptá, jak zemřela. „Žalem po Tobě“, odpovídá mu Antikleia. Dále mu prozradí, že jeho otec Láertés po něm „truchlí neustále“ a žije v kůlně na venkově, oblečený v hadrech a spí na podlaze. Antikleia mu říká, že jeho žena Pénelopé je svými nápadníky nucena se znovu vdát, ale zatím díky své chytrosti odolává. Jejich syn Télemachos zatím spravuje království. Odysseus se snaží třikrát obejmout svou matku, ale zjistí, že je nehmotná, a ruce jí prostě projdou. Antikleia vysvětluje, že je jako ostatní pouhým stínem. Odysseus odchází zpět do světa živých.

## Antikleia a Sisyfos
Podle některých pozdějších zdrojů byl Odysseus synem Antikleii a Sisyfa, nikoliv Láerta. V této verzi příběhu Autolykos, neslavný podvodník, ukradl Sisyfovi dobytek. Sisyfos však poznal svůj dobytek, a zatímco svědkové se s Autolykem dohadovali, Sisyfos svedl (nebo v některých verzích znásilnil) Antikleiu, Autolykovu dceru. Odysseus byl výsledek tohoto nemanželského spojení. 